# Riera de Campmajor
La Riera de Campmajor és una riera del Pla de l'Estany que neix a la serra de Rocacorba i aflueix, per la dreta, al Ritort, aigua amunt de Sant Miquel de Campmajor.